# ويليام ن. سويني
ويليام ن. سويني هو محامي وسياسي أمريكي، ولد في 5 مايو 1832 في ليبرتي في الولايات المتحدة، وتوفي في 21 أبريل 1895 في أوينسبورو في الولايات المتحدة. نشط حزبياً في الحزب الديمقراطي. وقد انتخب عضو مجلس النواب الأمريكي ‏.